# Sit gris
El sit gris (Emberiza variabilis) és un ocell de la família dels emberízids (Emberizidae).

## Hàbitat i distribució
Habita boscos i aiguamolls d'Àsia nord-oriental, des de la península de Kamtxatka i l'illa de Sakhalín, cap al sud, a les Kurils fins al Japó.